# Angel (chanson d'Akon)
Pour les articles homonymes, voir Angel.
Singles par Akon
Oh Africa
(2011) Hold My Hand
(2010)
Angel est une chanson du chanteur Akon sorti le 17 septembre 2010. La chanson est écrite par Akon, David Guetta et Sandy Vee, produit par David guetta et Sandy Vee. 

## Liste des pistes
Téléchargement digital
1. "Angel" - 3:35

## Classement par pays
| Classement (2010-2011)             | Meilleure position |
| ---------------------------------- | ------------------ |
| Australie ARIA                     | 10                 |
| Brésil (Billboard Hot 100)         | 2                  |
| Canada (Hot 100)                   | 12                 |
| Finlande (Suomen virallinen lista) | 25                 |
| Nouvelle-Zélande Classement single | 3                  |
| Suède (Sverigetopplistan)          | 5                  |
| États-Unis (Hot 100)               | 56                 |
| États-Unis (Pop Airplay)           | 10                 |